# United Tour Guides Suriname
United Tour Guides Suriname (UTGS) is een stichting van tourgidsen in de Surinaamse reiswereld.

## Gidsen
De UTGS organiseert rondleidingen, zoals de Kolibri-tour van zestig minuten langs tien bezienswaardigheden in Paramaribo, fietstochten door Commewijne, tochten door het mangrovegebied voor de kust en evenementen en trainingen voor kinderen en jongeren op het gebied van duurzaam toerisme.
De UTGS heeft een vertegenwoordiging in het Paramaribo Tourist Information Center, dat zich aan de oostzijde van de Wakapasi bevindt. De gidsen worden door de UTGS getraind en brengen eigen kennis mee. Rond 2018 ondersteunde het Clevia Park in de opleiding van de gidsen.

## Belangenbehartiging
Daarnaast neemt de organisatie het op voor de belangen in de toerismesector, waaronder voor de bescherming van de natuur in het Brownsberg Natuurpark tegen de gevolgen van de goudwinning in Suriname en tegen de zandafgravingen op het strand van Braamspunt, waar zeeschildpadden hun eieren leggen. In 2019 nam de UTGS het initiatief tot de "Get together clean up" in Brownsberg, waarin samenwerking gevonden werd met de Stichting Natuurbehoud Suriname (STINASU), Conservation International (CI) en Suriname Hospitality and Tourism Association (SHATA).
Terwijl de toerismesector in Suriname tijdens de coronacrisis was ingezakt, was de UTGS samen met SHATA en de Associatie van Surinaamse Reisagenten (ASRA) een overlegpartner van het ministerie van HI&T om de impact van de crisis zoveel mogelijk te beperken.